# كرب إيل بين الثالث
كرب إيل بين بن ذمار علي ذريح بن كرب إيل وتر يهنعم (نحو 40م - 85م): ملك سبأ وذي ريدان. تولى عرش سبأ ما بين العام (80م - 85م) خلفاً لوالده  ذمار علي ذريح.وفترة حكم الملك كرب إيل بين وجيزة، فالنقوش التي تعود إلى عهده أربعة نقوش فقط، مما يدل أن عهده لم يكون طويلًا. وكان محاطاً مُلك كرب إيل بين بدعم الأسباء ومساندة بني جرة وعلى رأسهم نشأ كرب يهأمن (النقش: Ja 643).وتم العثور على نقشان من عهد أخيه الملك (يهاقم بن ذمار علي ذريح) مؤرخة في شهر ذو مذراء سنة 200 حـ في التقويم الحميري الموافق يوليو 90 بعد الميلاد (خلدون - جرف النعيمية 4،5).
وقد لقبه المختصين (كرب إيل وتر بين الثالث) ليميز عن مكرب وملك حكموا مملكة سبأ قبله، الأول يسمى (كرب إيل بين بن يثع أمر) مكرب سبأ،والثاني حكم قبله خلال الربع الثالث من القرن الأول قبل الميلاد يدعى (كرب إيل بين بن سمه علي ذريح) ملك سبأ.
ومن عهد كرب إيل بين الثالث لدينا عدد من النصوص، منها النص (Ja 642): وهو لرجل يدعى "حرب ينهب" من عشيرة "هلال"، يذكر فيه شفائه من مرض ألم به ولزمه حتى قدم مأرب، فعُوفِيَ منه. وقد حمد "حرب" ربه وشكره على أن من عليه بالشفاء، وقدم إليه نذرًا: صنمًا تعبيرًا عن هذا الشكر، وليبارك فيه، وفي سيده "كرب إيل بين ملك سبأ وذي ريدان بن ذمار على ذريح.وفي النص (Ja 643): يذكر نشأ كرب يهأمن وثوبان من عشيرة "جرة" أقيال قبيلة "سماهر" حرب يدع إيل ملك حضرموت في كتائب من جيش وفرسان الملك كرب إيل بين، لمحاربة ملك حضرموت ومن عصى أمره فثار عليه، أو من انضم إلى ملك حضرموت من عشائر وحضر.